# Bernhard von Poten
Bernhard von Poten (Celle, 8 agosto 1828 – Berlino, 22 novembre 1910) è stato un ufficiale e scrittore tedesco.

## Carriera
Berhard von Poten prestò servizio dal 1847 al 1866 nei servizi militari di Hannover. Nel 1847 fu sottotenente e fu promosso primo luogotenente nel 1854 e nel 1863 capitano. In quanto tale, apparteneva al reggimento dell'Hussar del Queens di Hannover. Nel 1867, Poten era il caposquadrone del reggimento ussaro n. 4. La sua promozione a Major arrivò nel 1870. Tra il 1871 e il 1874, era nello staff del reggimento e 1874-1884 aiutante generale presso l'Ispettorato generale del sistema di istruzione e formazione militare. Fu promosso al grado di tenente colonnello nel 1875 e poi colonnello nel 1878.

## Opere
- Militairischer Dienst-Unterricht für die Kavallerie des deutschen Reichsheeres, Berlin 1875.
- Unser Volk in Waffen: Das dt. Heer in Wort u. Bild, Berlin/Stuttgart 1887.
- Georg Freiherr von Baring, königlich hannoverscher Generallieutenant 1773–1848: Ein Lebensbild auf Grund v. Aufzeichngn d. Verstorbenen u. v. Mittheilgn d. Familie entworfen, Berlin 1898.
- Geschichte des Militär-Erziehungs- und Bildungswesens in den Landen deutscher Zunge, Berlin 1900.
- Des Königs Deutsche Legion: 1803–1816, 1905.
- Handbuch für den Einjährig-Freiwilligen sowie für den Reserve- und Landwehr-Offizier der Kavallerie, Berlin 1911 (gemeinsam mit Albrecht Axel von Maltzahn).
- Handwörterbuch der gesamten Militärwissenschaften, mehrere Bände,
- Kommandobuch zum ExerzirReglement für die Kavallerie vom 10. April 1886,
- Geschichte des Militär-erziehungs- und Bildungswesens in Sachsen,
- Poten hat zudem zahlreiche Einzelartikel in der Allgemeinen Deutschen Biographie (ADB) verfasst, meist zu Offizieren.